# 加賀デバイス
加賀デバイス株式会社（かがデバイス）は、半導体など電子部品やPC周辺機器など電子機器の販売等を行う日本の企業。

## 概要
三菱電機製品やルネサスエレクトロニクス製品などの半導体・電子部品・映像情報機器の販売を行っている他、コンピュータソフトウェア開発も行っている。
2018年12月1日付で、同年10月24日に経営破綻した株式会社メイクソフトウェアの破産管財人から、メイクソフトウェアのプリントシール機事業を譲受した。

## 事業所
- 本社 - 東京都千代田区神田松永町20番地
- 第二営業統括部・エンターテイメント課 - 大阪府大阪市中央区南船場2-2-6 加賀ビル

## 沿革
- 1991年4月2日 - エレクトロニクス部品・機器の開発・販売を目的として設立。
- 1996年4月 - 関西支店（後の第二営業統括部）を開設。
- 1998年4月 - 香港支店を開設。
- 2003年4月 - 香港支店とKAGA（H.K.）ELECTRONICS LTD.の部品事業部を統合し、加賀電子100%子会社であるKAGA DEVICES（H.K.）LTD.を設立。
- 2010年10月 - NUMATA（H.K.）CO., LTD.を完全子会社化。
- 2011年
  - 4月 - KAGA DEVICES（H.K.）LTD.にNUMATA（H.K.）CO., LTD.の事業を譲渡。
  - 7月 - インドバンガロールに、KAGA DEVICES INDIA PVT. LTD.を設立[4]。
- 2012年9月24日 - ホームページが改竄される被害を受ける[5]。
- 2013年10月1日 - 加賀デバイスを存続会社として、エー・ディ・エム株式会社を吸収合併[6]。
- 2014年3月10日 - 本社を千代田区神田松永町にある加賀電子本社ビルへ移転。
- 2018年12月1日 - 経営破綻した株式会社メイクソフトウェアの破産管財人から、プリントシール機事業を譲受[2][3]。